# Nguyễn Cảnh Toàn
Nguyễn Cảnh Toàn (28 tháng 9 năm 1926 – 8 tháng 2 năm 2017) là một Giáo sư Toán học Việt Nam, nguyên Hiệu trưởng trường Đại học Sư phạm Hà Nội, Đại học Sư phạm Hà Nội 2,thứ trưởng Bộ Giáo dục Việt Nam (1976 –1989), phó Chủ tịch Hội Toán học Việt Nam và Tổng biên tập tạp chí Toán học và Tuổi trẻ trong hơn 40 năm. Ông được báo chí trong nước đánh giá là một tấm gương tự học thành tài và có công lao trong việc đào tạo và xây dựng đội ngũ những giáo viên toán. Ông là một trong những nhà Toán học Việt Nam đầu tiên có luận văn được nghiên cứu trong nước và bảo vệ ở nước ngoài . Ông được cho là đã mua danh hiệu Thiên tài lỗi lạc của thế kỷ XXI của Viện tiểu sử Hoa Kỳ vốn có tai tiếng về mua bán và lừa đảo tiểu sử từ đó tạo ra nhiều tranh luận trên báo chí về thực hư các danh hiệu từ nước ngoài phong tặng cho các nhà khoa học ở Việt Nam.

## Tiểu sử
Ông sinh ngày 28 tháng 9 năm 1926 tại làng Nghiêm Thắng, tại xã Đông Sơn, huyện Đô Lương, tỉnh Nghệ An.
Nguyễn Cảnh Toàn vào học ở Trường Quốc học Huế năm 1942 và tốt nghiệp tú tài Toán năm 1944. Đây là thời kỳ có các giáo sư người Pháp giảng dạy nên ông đã hấp thu được một số kiến thức tiến bộ của phương Tây.
Cuối năm 1946, trong kỳ thi toán học đại cương, Nguyễn Cảnh Toàn đã tham dự và đỗ thủ khoa. Năm 1947, trong thời gian kháng chiến, Sở Giáo dục Khu 4 triệu tập ông về dạy toán cho Trường Trung học chuyên khoa Huỳnh Thúc Kháng.
Năm 1951, ông được Bộ Giáo dục Việt Nam điều lên dạy đại học ở Khu học xá Trung ương, đặt tại Nam Ninh (Trung Quốc).
Năm 1954, Nguyễn Cảnh Toàn giảng dạy toán tại trường Đại học Khoa học Hà Nội.
Năm 1957, ông nằm trong số chín cán bộ giảng dạy đại học đầu tiên sang Liên Xô làm thực tập sinh. Năm 1958, ông bảo vệ thành công luận án Phó tiến sĩ (nay gọi là tiến sĩ) tại Đại học Lomonosov.
Trở về Việt Nam năm 1959, ông giảng dạy tại khoa Toán và tự nghiên cứu đề tài khoa học về hình học. Tháng 6 năm 1963, Nguyễn Cảnh Toàn bảo vệ thành công luận án Tiến sĩ khoa học tại Đại học Sư phạm Quốc gia Lênin với nhan đề "Lý thuyết đối hợp bộ n". Đây là luận án Tiến sĩ Khoa học đầu tiên về khoa học cơ bản của người Việt nghiên cứu ở trong nước và sang bảo vệ tại Liên Xô.
Sau khi bảo vệ luận án tiến sĩ khoa học về hình học, ông tiếp tục giảng dạy tại khoa Toán Đại học sư phạm Hà Nội và đảm nhiệm các chức vụ: chủ nhiệm bộ môn hình học, chủ nhiệm khoa toán, hiệu trưởng trường Đại học Sư phạm Hà Nội (1967 – 1975), Thứ trưởng Bộ Giáo dục, nay là Bộ Giáo dục và Đào tạo (1976 – 1989).
Năm 1994, ông nghỉ hưu.
Cho đến năm 2006, ông vẫn tiếp tục nghiên cứu và giảng dạy bộ môn toán.
Ông mất ngày 8 tháng 2 năm 2017 tại Hà Nội

## Hoạt động
Ông đã công bố 10 bài báo khoa học, biên soạn một số cuốn sách và đăng một số bài báo về giáo dục ở trong nước. Ông làm phó Chủ tịch Hội Toán học Việt Nam và tổng biên tập tạp chí Toán học và Tuổi trẻ hơn 40 năm.
Ông là người đề xuất chủ trương đào tạo phó tiến sĩ và tiến sĩ trong nước, vì căn cứ vào thực tế số người đủ khả năng và trình độ để làm luận án Phó tiến sĩ, Tiến sĩ thì nhiều nhưng chỉ tiêu gửi đi nước ngoài để đào tạo thì hạn hẹp. Khi ba luận án Phó tiến sĩ đầu tiên được bảo vệ thành công ngày 23-4-1970 tại Trường đại học Sư phạm Hà Nội, thì nhà nước Việt Nam chính thức quyết định mở hệ nghiên cứu sinh trong nước.. Nhờ đó mà đã có hàng trăm Phó tiến sĩ, Tiến sĩ được đào tạo ở Việt Nam.
Ông còn là người đề xuất phong trào "Dạy tốt – học tốt" tại các khoa trong trường Đại học Sư phạm Hà Nội trong những năm cuối của thập niên 1960, xây dựng phong cách giảng dạy mới, phong cách học tập mới, biến quá trình đào tạo thành quá trình tự đào tạo. Phong trào này đã góp phần quan trọng nâng cao chất lượng đào tạo trong những năm chiến tranh.
Trong tuyển tập "Bàn về giáo dục Việt Nam", ông đã viết một số quan điểm của mình, ông quan niệm "...Tư duy và nhân cách quan trọng hơn kiến thức...Người thầy dở là người chỉ đem kiến thức cho học trò, người thầy giỏi là người biết đem đến cho họ cách tự tìm ra kiến thức...".

### Tạp chíToán học và tuổi trẻ
Tạp chí Toán học và tuổi trẻ do ông làm Tổng Biên tập trong hơn 40 năm đã góp phần phổ biến kiến thức toán học cho nhiều thế hệ học sinh tại Việt Nam.

## Tác phẩm

### Các công trình toán học
Theo thống kê ông có khoảng 13 bài báo khoa học được công bố viết bằng tiếng Nga hoặc tiếng Pháp, sắp theo thứ tự ngược thời gian: 
- Nguyễn Cảnh Toàn, Nguyễn Đăng Phất, Les espaces ultranoneuclidiens. (French) [Ultra-non-Euclidean spaces] Acta Math. Vietnam. 13 (1988), no. 1, 117–151 (1989)
- Nguyễn Cảnh Toàn, Structure d'espace projectif de l'ensemble des espaces riemanniens à absolu mobile admettant une base donnée. (French) Acta Math. Vietnam. 1 (1976), no. 2, 75–88.
- Nguyễn Cảnh Toàn, Sur les espaces riemanniens semisymétriques à absolu mobile. (French) Acta Sci. Vietnam. 6 (1970), 98–106.
- Nguyễn Cảnh Toàn, Les espaces riemanniens à absolu mobile et à hypercône géodésique. (French) Acta Sci. Vietnam. 4--5 (1969), 98-108
- Nguyễn Cảnh Toàn, Sur quelques plans riemannien à absolus locaux. (French) Acta Sci. Vietnam. 4-5 (1969), 27–39
- Nguyễn Cảnh Toàn, Sur un espace reimannien à absolus locaux. (French) Acta Sci. Vietnam 2 (1965) 5--42.
- Nguyễn Cảnh Toàn, Les involutions n-aires. (French) Acta Sci. Vietnam 1 (1964) 167–252
- Nguyễn Cảnh Toàn, Decomposition d'une collineation de l'espace P_n en produit de perspectives ou en produit d'homologies centrales application ax matrices. (French) Publ. Math. Debrecen 10 1963 1--9.
- Nguyễn Cảnh Toàn, Involution n-aire. (French) Acta Math. Acad. Sci. Hungar. 13 1962 231–234.
- Nguyễn Cảnh Toàn, Définiton géométrique des quadriques dans les espaces non-euclidiens. (French) Acta Math. Acad. Sci. Hungar. 13 1962 101–107.
- Nguyễn Cảnh Toàn, Involution n-aire et ses applications à l'étude des hyperquadriques dans les espaces euclidiens et non-euclidiens à n dimensions. (French) Acta Math. Acad. Sci. Hungar. 13 1962 109–113.
- Nguyễn Cảnh Toàn, Some new properties of surfaces of the second order in elliptic space. (Russian) Izv. Vysš. Učebn. Zaved. Matematika 1959 no. 1 (8), 136–144.
- Nguyễn Cảnh Toàn, Some new properties of curves of the second order in the elliptic plane. (Russian) Izv. Vysš. Učebn. Zaved. Matematika 1958 no. 6 (7), 193–202.

Tuy nhiên theo Google Scholar, tất cả các bài viết kể trên hầu như không được trích dẫn bởi các nhà toán học khác.
Ngoài ra ông dịch, viết một số sách giáo trình, từ điển và chuyên khảo sau
- N. V. Ephimov: Hình học cao cấp. Tập 1: Cơ sở hình học, Dich giả: Nguyễn Cảnh Toàn, Nhà xuất bản Giáo dục, 1962.
- Nguyễn Cảnh Toàn: Cơ sở hình học - Nhà xuất bản Giáo dục, Hà Nội, 1969
- Nguyễn Cảnh Toàn: Hình học cao cấp, Nhà xuất bản Giáo dục, Hà Nội, 1979.
- Nguyễn Cảnh Toàn: Không gian Véctơ: Tài liệu bồi dưỡng giáo viên toán, Nhà xuất bản Giáo dục, Hà Nội,1976.
- Nguyễn Cảnh Toàn: Ultra non euclidean geometry (Hình học siêu phi Ơclit), Nhà xuất bản Giáo dục, 1999.
- Nguyễn Cảnh Toàn, Hoàng Kỳ, Nguyễn Mạnh Quý:Từ điển thuật ngữ toán học (Có đối chiếu thuật ngữ Anh, Pháp), Từ điển Bách khoa, Hà Nội, 2001.

### Hình học Siêu phi Euclid
Nguyễn Cảnh Toàn gọi các nghiên cứu của mình là Hình học Siêu phi Euclid (Ultra non-euclidian geometry), thực chất là những nghiên cứu về một dạng đặc biệt của các không gian xạ ảnh. Nghiên cứu của ông không có liên hệ với những hướng nghiên cứu chính về hình học phi Euclid (hình học Hyperbolic) hiện nay.
Giáo sư Jan van de Craats (Đại học Amsterdam) đánh giá bài báo của ông và học trò (Acta Math. Vietnam., vol 13, no. 1, 1988) về Hình học siêu phi Euclid trên Mathematical Reviews của Hội Toán học Hoa Kỳ nguyên văn như sau: "Bài báo là một sự điểm duyệt những kết quả thu được của các tác giả từ năm 1963 về cái mà họ gọi là các không gian siêu phi Euclid. Những không gian này là các không gian xạ ảnh thực hoặc phức, ở đó mỗi điểm được liên hệ với một mặt bậc hai (phụ thuộc vào điểm đó), là mặt thường dùng để xác định khoảng cách Cayley-Klein địa phương."
GS Đỗ Đức Thái (ĐHSP Hà Nội) cho rằng: "Vào thập kỷ 50 và những năm đầu thập kỷ 60 của thế kỷ trước, việc nghiên cứu Hình học vi phân ở Liên Xô (cũ) tập trung nhiều vào việc nghiên cứu Hình học vi phân cổ điển, đặc biệt là Hình học được xem xét dưới góc độ Hình học của các nhóm biến đổi. Việc nghiên cứu sâu rộng Hình học phi Euclide đã được tiến hành trong khuynh hướng chung đó. Trong xu thế này, những kết quả của GS Nguyễn Cảnh Toàn là rất mới, sâu sắc và đạt trình độ khoa học rất cao. Những kết quả đó đã đủ để hình thành ra một “nhánh con mới” trong hướng nghiên cứu này. Và nếu như những kết quả đó được đẩy mạnh thực sự lên nữa bởi những nghiên cứu tiếp theo của nhiều nhà toán học khác, nhất là những nhà toán học trẻ, thì có thể thấy được rằng những kết quả đó sẽ phát triển được thành một nhánh mới trong hướng nghiên cứu này."
GS Nguyễn Tiến Dũng cho rằng ông đã tự đánh giá quá cao về công trình của mình về Hình học phi Ơclit. Trên thế giới chỉ có ông và học trò là Nguyễn Đăng Phất nghiên cứu vấn đề này và chưa được trích dẫn bởi đồng nghiệp trong cũng như ngoài nước.

### Các tác phẩm về giáo dục
Ông viết một số sách về giáo dục, phương pháp dạy và học:
- Bàn về giáo dục Việt Nam/ Nguyễn Cảnh Toàn. Nhà xuất bản Lao Động 2002.
- Tuyển tập tác phẩm: Tự giáo dục, tự học, tự nghiên cứu/ Nguyễn Cảnh Toàn. Trường Đại học Sư phạm Hà nội, Trung tâm văn hóa ngôn ngữ Đông tây, 2001.
- Khơi dậy tiềm năng sáng tạo/ Nguyễn Cảnh Toàn, Nguyễn Văn Lê, Châu An.- H.: Giáo dục, 2004, 383tr.
- 74 câu chuyện học toán thông minh, sáng tạo/ Nguyễn Cảnh Toàn. Nhà xuất bản Nghệ An, 2003.
- Biển học vô bờ: Tư vấn về phương pháp học tập / Nguyễn Cảnh Toàn. - Hà Nội: Thanh niên, 2003, 295 tr.
- Biển học vô bờ: Tư vấn phương pháp học tập / Nguyễn Cảnh Toàn; Nguyễn Như Ất. - Hà Nội: Thanh niên, 2000, 322 tr.
- Phương pháp luận duy vật biện chứng với việc học, dạy và nghiên cứu toán học: Sách tham khảo cho giáo viên, sinh viên, nghiên cứu sinh toán học và triết học/ Nguyễn Cảnh Toàn.- H.: Nhà xuất bản. Đại học quốc gia Hà Nội, 1997 (2 tập)
- Tập cho học sinh giỏi toán làm quen dần với nghiên cứu toán học: Tài liệu tham khảo / Nguyễn Cảnh Toàn. - Hà Nội: Giáo dục, 1997, 224 tr.
- Những chặng đường phát triển của ngành sư phạm Việt Nam/ Nguyễn Cảnh Toàn chủ biên.- H.: Nhà xuất bản. Đại học quốc gia Hà Nội, 1996, 139tr.

## Danh dự khen thưởng
- Được Nhà nước Việt Nam tặng thưởng Huân chương Kháng chiến hạng Nhất và hạng Nhì. Huân chương Lao động hạng Nhất, hạng Ba. Huy chương Vì thế hệ Trẻ. Huy chương Vì sự nghiệp Giáo dục của Bộ Giáo dục. Danh hiệu Nhà giáo Nhân dân.
- Đầu năm 1996, ông được Trung tâm Tiểu sử Quốc tế (IBC) của Anh (một công ty tư nhân bị chỉ trích chuyên bán danh) mời làm Phó Tổng giám đốc Trung tâm. Giữa năm 1996, IBC tặng ông bằng "Danh dự vẻ vang" (Illuminated diploma of honour) về những thành tựu mà ông đạt được trong lĩnh vực toán học và giáo dục.
- Năm 1998, Viện Tiểu sử Hoa Kỳ (ABI) (một công ty tư nhân khác cũng bị chỉ trích là chuyên bán danh) đã bầu ông vào danh sách danh nhân thế giới và đã giới thiệu ông trong 1 bộ sách của Viện. Năm 2001, GS. Nguyễn Cảnh Toàn lại được ABI đưa vào danh sách 114 "trí tuệ lớn nhất thế giới của thế kỷ 21". Năm 2004, Viện này cấp bằng "Viện sĩ nổi tiếng" cho ông. Ngày 25 tháng 5 năm 2005, ABI phong tặng "những bộ óc vĩ đại của thế kỷ 21" [12].

## Gia đình
Giáo sư Nguyễn Cảnh Toàn có hai con trai là Nguyễn Cảnh Tài và Nguyễn Cảnh Đức. Nhiều người nhầm lẫn, nói rằng PGS,TS Nguyễn Cảnh Lương hiện là Phó Hiệu trưởng ĐH Bách Khoa Hà Nội là con ông Toàn là không đúng. PGS Nguyễn Cảnh Lương cũng thuộc dòng họ Nguyễn Cảnh ở Nghệ An nhưng thuộc chi phái khác và quê ở Nghi Lộc, còn GS Nguyễn Cảnh Toàn quê ở Đô Lương.

## Đánh giá
Ở trong nước, Giáo sư, TSKH Cơ học Nguyễn Văn Đạo là học trò của Giáo sư Nguyễn Cảnh Toàn thời ông học đại học tại Đại học Sư phạm Hà Nội đã viết như sau: "...Chúng tôi thán phục giáo sư Nguyễn Thúc Hào ở môn Hình học vi phân với lối trình bày mạch lạc, cách viết bảng tuyệt diệu và trí nhớ hiếm có; Giáo sư Lê Văn Thiêm ở môn hàm phức lý thú với các phép biến hình ảo giác kỳ lạ và cả tính đãng trí đáng đáng yêu của giáo sư nữa, Giáo sư Nguyễn Cảnh Toàn ở môn hình học xạ ảnh, ở phương pháp tư duy và phong cách nghiên cứu khoa học nghiêm túc, hiệu quả..." (Đường vào khoa học –Say mê và kết quả/ Viện sĩ Nguyễn Văn Đạo/ Tạp chí Cơ khí ngày nay, số 29 – 1999, trang 30).
Giáo sư Ngô Thúc Lanh cho rằng Nguyễn Cảnh Toàn là người đặc biệt có khả năng về toán và "chỉ tiếc về sau làm lãnh đạo nên không còn nhiều thời gian dành cho toán”.
Một vài báo Việt Nam đã bắt đầu nghi ngờ về giá trị của những danh hiệu và giải thưởng theo kiểu mà những người nhận được từ Viện tiểu sử Hoa Kỳ hay Trung tâm Tiểu sử danh nhân quốc tế. Đây là các tổ chức phi khoa học, theo nghĩa không xuất phát từ một trường đại học hay một viện nghiên cứu nào, và các danh hiệu do họ trao tặng dựa trên sự đóng góp về tài chính của người được trao tặng chứ không phải là từ các tiêu chuẩn về học thuật. Do đó việc chấp nhận các danh hiệu hữu danh vô thực kiểu như "Những bộ óc vĩ đại của thế kỷ 21" bằng cách trả một chi phí khá lớn đã gây phản cảm trong giới chuyên môn nhất là trong trường hợp sự đóng góp có tầm quốc tế không nhiều (số công trình khoa học không nhiều, và không được đồng nghiệp trích dẫn) và đã lâu không còn tham gia nghiên cứu.
GS Nguyễn Tiến Dũng cho rằng ông đã tự đánh giá quá cao về công trình của mình về Hình học phi Ơclit. Các công trình Toán học của ông viết ra bằng tiếng Pháp hoặc tiếng Nga không được các nhà Toán học trên thế giới quan tâm, trong khi lại tự mình ca tụng về bản thân quá nhiều qua các phương tiện truyền thông trong nước. Ông đã tham vọng vào nhiều giải thưởng hão huyền, tự đặt, của các công ty kiếm tiền ở nước ngoài. Các phương pháp tự học của ông còn chung chung, không rõ ràng.